# José Solano y Bote
José Solano y Bote Carrasco y Díaz, marqués del Socorro, né le 6 mars 1726 à Zorita (Estrémadure) et mort le 24 mars 1806 à Madrid, est un officier dans la marine royale espagnole.

## Biographie
En 1754, il embarque avec sa famille au port de Cadix vers l'Amérique du Sud en compagnie des commissaires José Yturriaga et Apolinar Diaz de la  Fuente pour délimiter la frontière entre la Guyane espagnole et la Guyane portugaise. Sa mission terminée, il est nommé gouverneur militaire à Caracas (1763-1771) au Venezuela où son épouse donne naissance à leur cinquième enfant, Francisco.
En même temps, il reçoit sa mutation pour l'île Santo Domingo où il devient gouverneur de 1771 à 1779. Le 9 mai 1781 sous les ordres de l'escadre dirigée par Bernardo Galvez, son père participe à la guerre d'indépendance des États-Unis d'Amérique contre le royaume de Grande-Bretagne. Il est vainqueur à la bataille de Pensacola.
Il revient en Espagne s'établir avec sa famille le 8 mai 1784.
Le 25 juillet 1784, le roi Carlos III lui décerne pour cette victoire le titre de marquis del Socorro.

### Sources et références
- (es) Cet article est partiellement ou en totalité issu de l’article de Wikipédia en espagnol intitulé « José Solano y Bote » (voir la liste des auteurs).